# Phytomyza senecionis
Phytomyza senecionis este o specie de muște din genul Phytomyza, familia Agromyzidae, descrisă de Johann Heinrich Kaltenbach în anul 1869.
Este endemică în Germania. Conform Catalogue of Life specia Phytomyza senecionis nu are subspecii cunoscute.